# دان غراهام
دان غراهام (بالإنجليزية: Dan Graham)‏ هو فنان وصحفي ومهندس معماري أمريكي، ولد في 31 مارس 1942 في أوربانا في الولايات المتحدة.

## وصلات خارجية
- دان غراهام على موقع IMDb (الإنجليزية)
- دان غراهام على موقع الموسوعة البريطانية (الإنجليزية)
- دان غراهام على موقع مونزينجر (الألمانية)
- دان غراهام على موقع ميوزك برينز (الإنجليزية)
- دان غراهام على موقع ديسكوغز (الإنجليزية)
- دان غراهام على موقع قاعدة بيانات الفيلم (الإنجليزية)